# Karlsbader FK
Der Karlsbader FK war ein österreichischer und später tschechoslowakischer Fußballverein der deutschsprachigen Bevölkerung Karlsbads (Karlovy Vary). Der KFK wurde 1930 Meister des Deutschen Fußball-Verbandes der ČSAF.

## Vereinsgeschichte

### ISC Karlsbad
Am 29. September 1904 wurde in Karlsbad ein Sportverein mit dem Namen Internationaler Sport Club (ISC) gegründet, in dem zunächst Golf, ab 1905 auch Tennis gespielt wurde. In den darauf folgenden Jahren wurde im ISC der Fußballsport immer beliebter, woraufhin 1909 ein eigener Rasenplatz in Fischern (Rybáře) gebaut wurde.

### Karlsbader FK
1912 verließen die Fußballer den ISC und gründeten einen eigenen Verein namens Karlsbader Fußballklub. Als Vereinsfarben blau und grün wurden vom ISC übernommen. In den ersten Jahren kamen viele Spieler aus Wien zum KFK, nicht zuletzt wegen guter Arbeitsmöglichkeiten im Kurort Karlsbad. Der Karlsbader FK war in den 1920er und 1930er einer der erfolgreichsten deutschen Fußballvereine in der Tschechoslowakei. Sein Stadtrivale DSV Sparta Karlsbad wurde 1921/22 Amateurmeister des DFV.
In der Saison 1929/30 gewann die Mannschaft zunächst den Gau West mit einer Bilanz von 13 Siegen und einem Remis bei einem Torverhältnis von 78 zu 11 und konnte sich in der Finalrunde gegen den DFK Komotau mit 5:1 und gegen den BSK Gablonz mit 3:1 durchsetzen. Im Endspiel setzen sich die Karlsbader mit 6:1 gegen den Brünner SK durch.
In der landesweiten Endrunde um die Tschechoslowakische Amateurmeisterschaft besiegte der Karlsbader FK zunächst den SK Hradec Králové mit 2:4 und 4:1, ehe er im Halbfinale mit 2:2 und 2:6 am AFK Kolín scheiterte.
1931/32 erreichte der Karlsbader FK noch einmal das Endspiel um die Meisterschaft des DFV, unterlag jedoch dem DFC Prag mit 1:6 und 2:3.
In der späteren eingleisigen Liga konnte der Karlsbader FK nicht mehr an die Leistungen aus früheren Jahren anknüpfen und spielte 1937/38 gar gegen den Abstieg.
Nach der Zerschlagung der Tschechoslowakei wurde 1940 die NSTG Karlsbad gegründet, in der alle Karlsbader Sportvereine aufgingen.

### Herausragende Spieler
Zu den herausragenden Spielern des Karlsbader FK gehörten unter anderem Hans Klier, Eda Busch, Friedrich Müller, Hans Puchta, Hans Wölfl oder Ludwig Zeiss.

### Statistik
| Saison  | Liga                                                | Platz     | Spielklasse des DFV |
| 1918/19 | Westgau                                             | 1. Platz  | Höchste Spielklasse |
| 1919/20 | Liga-Meisterschaft DFV, Westgruppe                  | 3. Platz  | Höchste Spielklasse |
| 1920/21 | Liga-Meisterschaft DFV, Westgruppe                  | 3. Platz  | Höchste Spielklasse |
| 1921/22 | Liga-Meisterschaft DFV, Westgruppe                  | 5. Platz  | Höchste Spielklasse |
| 1922/23 | Liga-Meisterschaft DFV, Westgruppe                  | 3. Platz  | Höchste Spielklasse |
| 1923/24 | Liga-Meisterschaft DFV, West Gau                    | 1. Platz  | Höchste Spielklasse |
| 1924/25 | Einführung des Professionalismus, Saison annulliert |           |                     |
| 1925/26 | Profiliga DFV                                       | 3. Platz  | Höchste Spielklasse |
| 1926/27 | Profiliga DFV                                       | 3. Platz  | Höchste Spielklasse |
| 1927/28 | Meisterschaft I. Klasse, West Gau                   | 1. Platz  | Höchste Spielklasse |
| 1928/29 | Meisterschaft I. Klasse, West Gau                   | 1. Platz  | Höchste Spielklasse |
| 1929/30 | Meisterschaft I. Klasse, West Gau                   | 1. Platz  | Höchste Spielklasse |
| 1930/31 | unbekannt                                           |           |                     |
| 1931/32 | Meisterschaft I. Klasse, West Gau                   | 1. Platz  | Höchste Spielklasse |
| 1932/33 | Meisterschaft I. Klasse, West Gau                   | 1. Platz  | Höchste Spielklasse |
| 1933/34 | Oberklasse DFV, Nordgruppe                          | 2. Platz  | Höchste Spielklasse |
| 1934/35 | Divize DFV                                          | 3. Platz  | Höchste Spielklasse |
| 1935/36 | Divize DFV, Gruppe Böhmen                           | 5. Platz  | Höchste Spielklasse |
| 1936/37 | Divize DFV, Gruppe Böhmen                           | 7. Platz  | Höchste Spielklasse |
| 1937/38 | Divize DFV, Gruppe Böhmen                           | 11. Platz | Höchste Spielklasse |